# Joan Francesc Guardiola Martínez

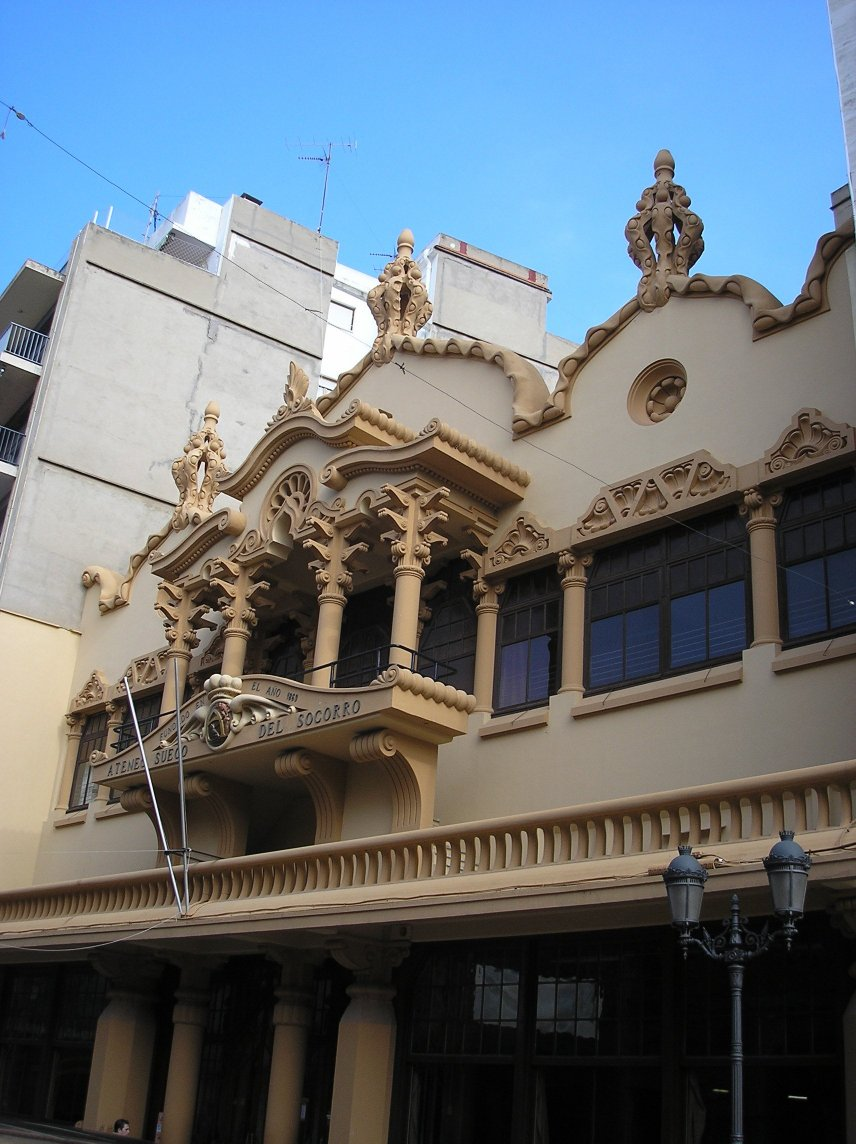
Ateneu suecà del Socors

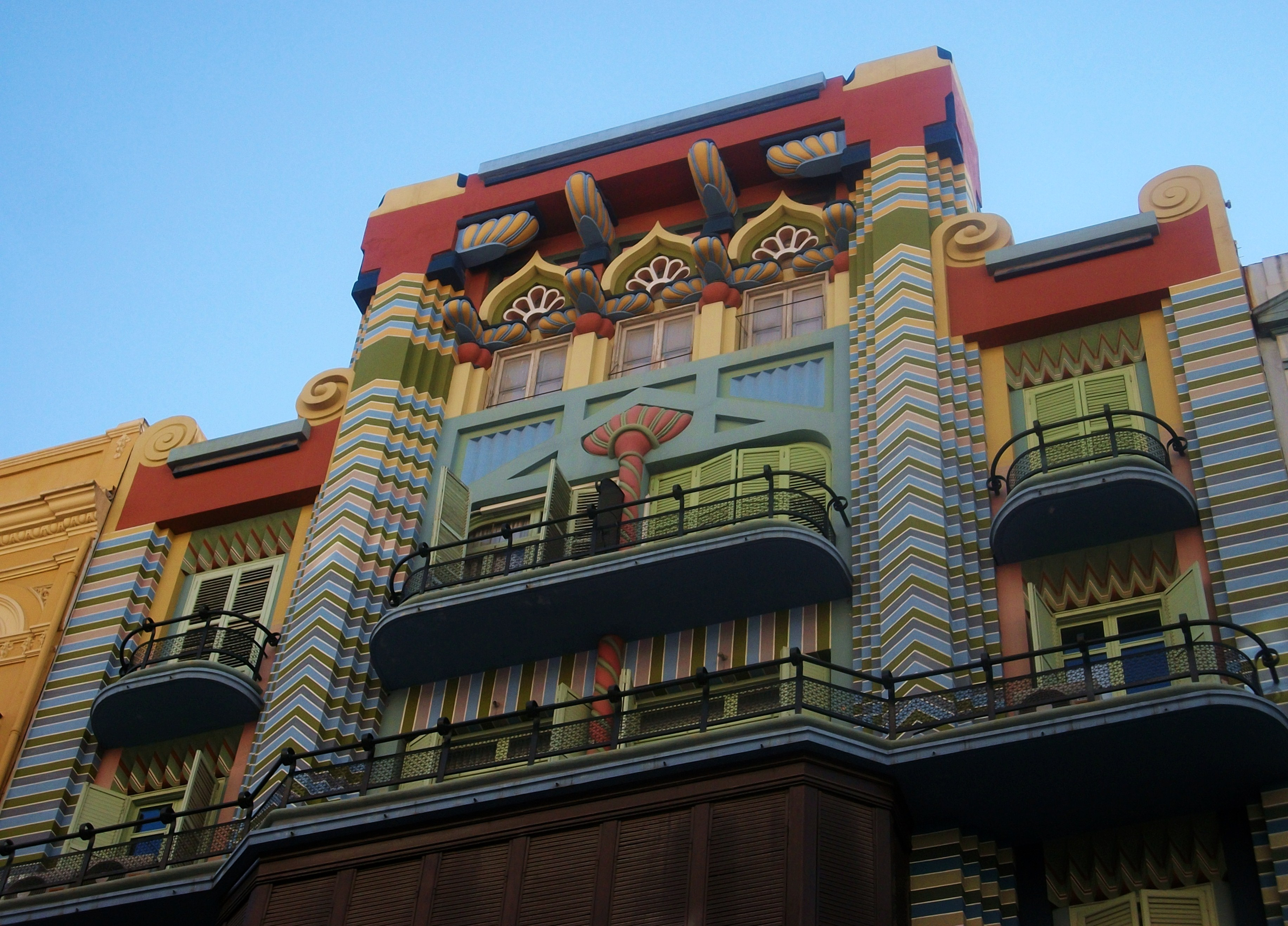
Casa jueva de València

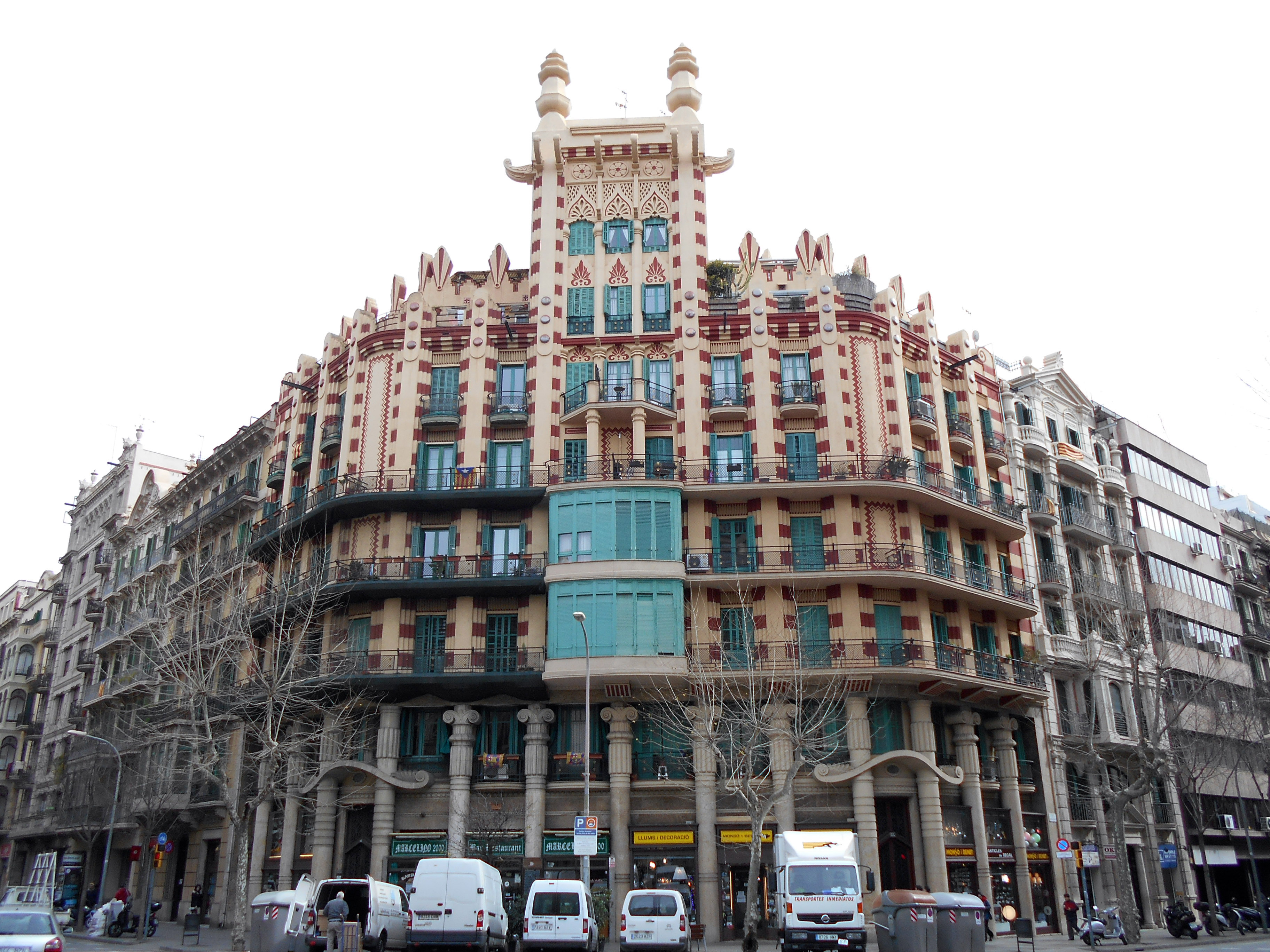
Casa Ferran Guardiola, o Casa Xinesa, Barcelona

Joan Francesc Guardiola Martínez (Sueca, 1895 - Alzira, 1962), fou un arquitecte valencià del període déco.
Va acabar els seus estudis d'arquitectura l'any 1922 a l'Escola de Barcelona. La seua activitat professional es va orientar cap a l'arquitectura privada i destaca per haver conreat tendències molt particulars dins l'òrbita de l'art déco. La seua obra de postguerra remet a l'expressionisme racionalista d'Erich Mendelsohn.

## Obres

### Catalunya
A Barcelona, sobresurt d'ell la Casa Ferran Guardiola, també anomenada casa Xinesa o casa Xina, a la cantonada Muntaner, 54 - Consell de Cent (1930), obra que barreja influència Sezession i diversos orientalismes insòlits. L'obra la va construir per al seu germà Fernando.

### País Valencià
Alzira
- 1936 - Llavador de l'Alquerieta.[2]
- Cinema Casablanca d'Alzira (desaparegut)

Castelló (la Ribera Alta)
- 1950 - Cinema Califòrnia

La Pobla Llarga
- 1950 - Cinema Monterrey

Sueca
- 1926-27 - Ateneu suecà del Socors[3]
- 1934 - Teatre Serrano

València
- 1930 - Casa Jueva (també coneguda com a neohindú); edifici per a José Salom. C/ Castelló, 20.[4]
- 1940 - Edifici per a Miguel Pascual Almenar. C/ Jesús, 13 (Patraix).[1]
- 1941 - Edifici per a José Salom. C/ Ciril Amorós, 25.[1]
- 1941 - Edifici per a Cristóbal López Martínez. C/ Salamanca, 8 amb Comte d'Altea.[1]
- 1941 - Edifici per a Anita Porres Tarrasó. C/ Borriana, 24, cantonada amb Joaquín Costa, 37, amb elements de caràcter regional i barroc.[5][1]
- 1942 - Edifici per a Hermenegildo Paulino Mora. C/ Sant Vicent Màrtir, 61, Periodista Azzati i Animes.[1]
- 1942 - Edifici per a María Benaches Palmero a l'avinguda Regne de València, 52.[1]
- 1946 - Projecte d'edifici per a Antonio i Rafael Haro Martínez i Emilio Olmos Alcañiz en c/ Governador Vell, 25 i 27.[1]